# Eamonn McCann
Eamonn McCann, född 1943 i Derry, Nordirland, är en irländsk journalist, författare och politisk aktivist. McCann har varit med i viktiga händelser under konflikten i Nordirland, bland annat slaget om Bogside och Den blodiga söndagen.
Han hjälpte Bernadette Devlin under hennes valkampanjer då han ansåg att henne politik grundades i ideologisk övertygelse medan andra politiker inom irländska nationalistiska rörelsen såg mer på religiös tillhörighet än klasskamp.
Han är uttalad ateist. Han var medlem av Northern Irelands Civil Rights Association.

## Övrigt
I filmen Bloody Sunday spelar Gerrard Crossan McCann.